# Вандойес
Вандо́йес (итал. Vandoies [vanˈdɔːjes]), также Финтль (нем. Vintl [fɪntl]) — коммуна в области Пустерталь (нем. Pustertal, итал. Val Pusteria) в Южном Тироле в автономной провинции Больцано-Боцен в итальянской области Трентино-Альто-Адидже.
Население составляет 3104 человека (2008), плотность населения составляет 28 чел./км². Занимает площадь 110,5 км². Почтовый индекс — 39030. Телефонный код — 0472.

Коммуна на карте Южного Тироля

Органы управления муниципалитета находятся в одноимённом населённом пункте в составе коммуны. Вместе с населённым пунктом Оберфинтль (нем. Obervintl, итал. Vandoies di Sopra) лежит в нижней части долины Пустерталь. Муниципалитет охватывает тоже населённые пункты Вайтенталь (нем. Weitental, итал. Vallarga) и Пфундерс (нем. Pfunders, итал. Fundres), лежащие в долине Пфундерерталь. Эта долина вытянута к северу и Простирается до местечка Пустерталь[прояснить], где на месте впадения ручья находится Финтль[прояснить]. Наряду с этим, имеются многочисленные деревушки и отдельные крестьянские дворы, которые часто населяют склоны, преимущественно очень крутые[прояснить].
В коммуне 25 марта особо празднуется Благовещение Пресвятой Богородицы.

## Демография
Динамика населения:

## Города-побратимы
- Зигсдорф, Германия (1970)